# EN122

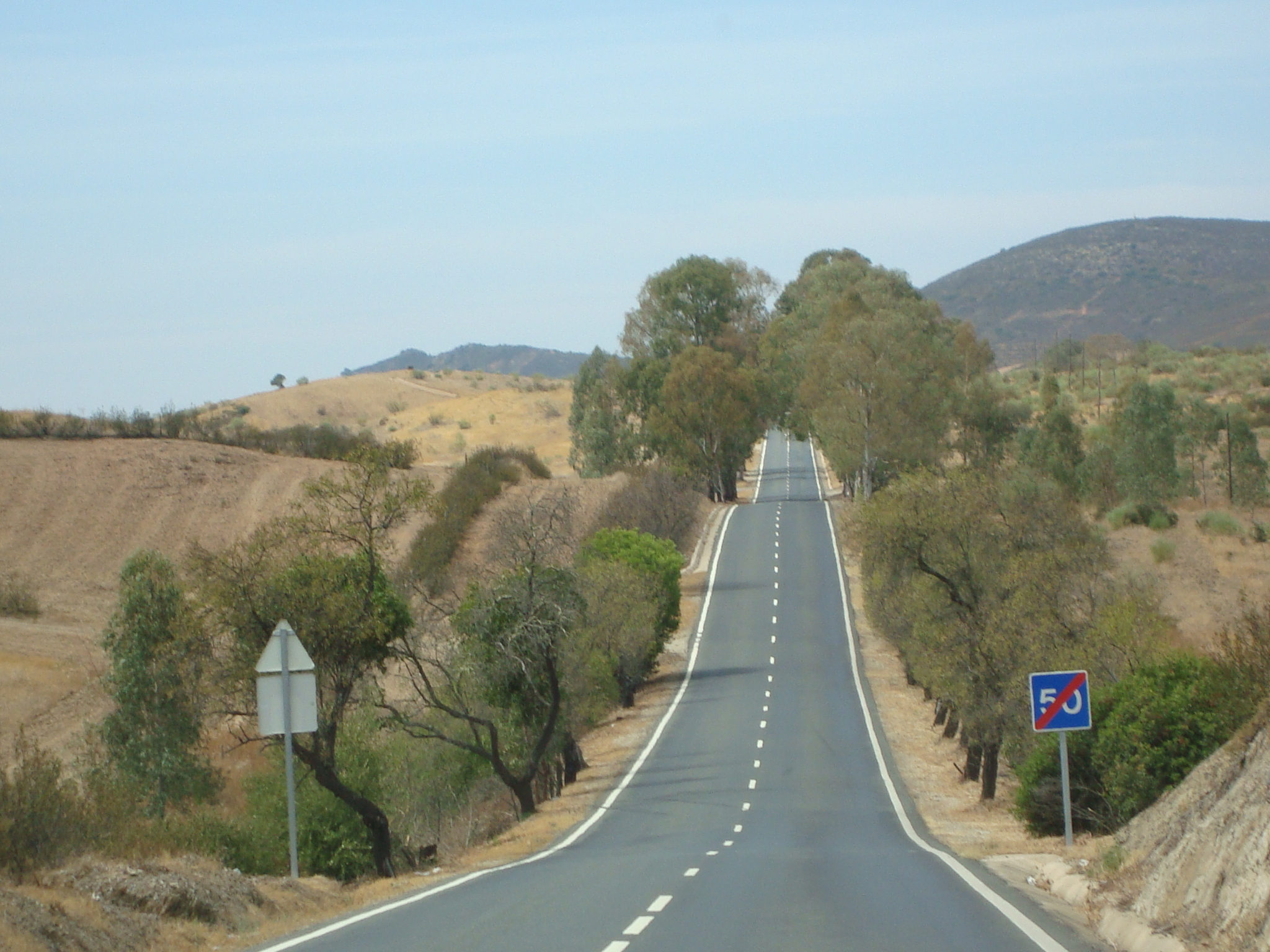
Troço da N 122, no Alentejo.

A EN 122 é uma estrada nacional que integra a rede nacional de estradas de Portugal.
A N122 foi criada com o objectivo definido de ser um dos Eixos Sul, usando a parte Sudeste de Portugal, sempre perto da fronteira com Espanha, como complemento da N18 (que terminava nas proximidades de Beja).
Atravessa os distritos de Beja e Faro, com o propósito de ser a alternativa à N2, a Leste.
Por causa da estratégica posição dessa estrada, e desenvolvimento económico conseguinte, a N122 foi sendo alvo de melhoramentos, inclusivamente está requalificada como IC27 entre Alcoutim e Monte Francisco (futuramente até Trindade). E no troço Beja -Trindade, foi requalificada como IP2. Consequentemente, o único troço que não foi desclassificado foi o de Castro Marim a Vila Real de Santo António. Atravessa a Ribeira do Vascão numa ponte com o mesmo nome, inaugurada em 1946.
É considerada das mais belas Estradas Nacionais de Portugal, atravessando as serras Algarvias, nomeadamente a parte Oriental do Caldeirão[carece de fontes?].
No Parque do Vale Natural do Guadiana existe um troço na EN122 com limitação de velocidade durante cerca de trinta quilómetros para a defesa do lince ibérico.